# Strophurus michaelseni
Espèce
Synonymes
- Diplodactylus michaelseni Werner, 1910

Statut de conservation UICN

 LC  : Préoccupation mineure
Strophurus michaelseni est une espèce de geckos de la famille des Diplodactylidae.

## Répartition
Cette espèce est endémique de l'Ouest de l'Australie-Occidentale.

## Description
C'est un gecko insectivore, terrestre et nocturne.

## Étymologie
Cette espèce est nommée en l'honneur de Wilhelm Michaelsen.

## Publication originale
- Werner, 1910 : Reptilia (Geckonidae und Scincidae). Die Fauna Südwest-Australiens, G. Fischer, Jena, vol. 2, p. 451-493 (texte intégral).